# Penušavo vino
Penušavo vino je vino sa znatnim nivoima ugljen dioksida u sebi, što ga čini penušavim. Dok se fraza obično odnosi na šampanjac, zemlje EU zakonski rezervišu taj termin za proizvode koji se isključivo proizvode u francuskom regionu Šampanje. Penušava vina su obično bela ili roza, ali postoje primeri crvenih penušavih vina kao što su italijanski Bračeto, Bonarda i Lambrusko, špansko vino Kava, australijski peneći Širaz i azerbejdžanski „Biser Azerbejdžana”, napravljen od Madrasa grožđa. Slatkoćá penušavog vina može varirati od vrlo suvih brut stilova do slađih doux sorti (francuski za 'sirovu' i 'slatku', respektivno).
Penušavo svojstvo ovih vina potiče od njihovog sadržaja ugljen dioksida i može biti rezultat prirodne fermentacije, bilo u boci, kao što je to slučaj sa tradicionalnom metodom, u velikom rezervoaru dizajniranom da izdrži pritiske koji nastaju (kao u Čarmat procesu), ili kao rezultat jednostavnog ubrizgavanja ugljen dioksida u neka jeftinija penušava vina.
U EU zemljama reč „šampanjac” je zakonom rezervisana samo za penušavo vino iz regiona Šampanje u Francuskoj. Francuski izrazi Mousseux i Crémant odnose se na penušavo vino koje nije proizvedeno u regionu Šampanje, kao što je Blanquette de Limoux, proizvedeno u Južnoj Francuskoj. Penušava vina se proizvode širom sveta i često se nazivaju njihovim lokalnim nazivom ili regionom, poput Espumanta iz Portugalije, Kave iz Katalonije, Proseka, Frančijakorte, Trento DOC, Oltrepo Pavese Metodo Klasiko i Asti iz Italije (opšti italijanski termin za penušavo vino je spumante) i Kap Klasik iz Južne Afrike. Penušava vina se proizvode u centralnoj i istočnoj Evropi od početka 19. veka. „Šampanjac” je dodatno popularizovan u regionu, krajem veka, kada je Jožef Terli započeo proizvodnju u Mađarskoj korišćenjem francuskih metoda, prenetih iz Remsa. Preduzeće Terli je od tada postalo jedan od najvećih evropskih proizvođača penušavog vina. Sjedinjene Države su značajan proizvođač gaziranog vina u današnje vreme, s proizvođačima u brojnim državama. Nedavno je u Velikoj Britaniji nakon duže pauze obnovljena proizvodnja penušavog vina.

## Istorija
Efervescencija je bila uočavana u vinu tokom istorije. Zapazili su je i stari grčki i rimski pisci, ali uzrok ove misteriozne pojave mehurića nije bio razjašnjen. Vremenom se pripisivala fazama meseca, kao i dobrim i zlim duhovima.
Sklonost nepokretnog vina iz regiona Šampanja da se lagano penuša primećena je u srednjem veku, ali se to smatralo defektom vina, i takva vina su omalovažavana u ranoj vinarskoj praksi tog regiona, iako su se time ponosile druge istorijske oblasti proizvodnje penušavog vina, kao što je Limu. Od Dom Perinjona su njegovi pretpostavljeni u opatiji Otviler prvobitno zahtevali da se reši mehurića, jer je pritisak u bocama uzrokovao da mnoge od njih prsnu u podrumu. Kasnije, kada se namerna proizvodnja penušnog vina povećala u ranom 18. veku, radnici podruma i dalje su morali da nose teške gvozdene maske, koja je nalikovale na masku hvatača bejzbola radi sprečavanja povreda od spontanog pucanja boca. Uznemirenje uzrokovano dezintegracijom jedne boce moglo bi da izazove lančanu reakciju. Kako je to bila rutinska pojava, podrumi su gubili 20–90% svojih boca usled nestabilnosti. Tajanstvene okolnosti koje su okruživale tada nepoznati proces fermentacije i ugljeničnog gasa dovele su do toga da su neki kritičari nazivali ove penušave kreacije „đavoljim vinom”.
Britanci su prvi videli tendenciju vina iz Šampanja da penuša kao poželjnu osobinu i pokušali su da razumeju zašto se stvaraju mehurići u njemu. Vino se često prevozilo u Englesku u drvenim bačvama za vino, gde bi trgovačke kuće potom vino flaširale za prodaju. Tokom 17. veka, engleska proizvodnja stakla koristila je peći na ugalj i proizvodila jače, trajnije staklene boce od francuskog drvetom zagrevanog stakla. Englezi su takođe ponovo otkrili upotrebu plutanih čepova, koje su nekad Rimljani koristili, ali su vekovima bili zaboravljeni nakon pada Zapadnog rimskog carstva. Tokom hladnih zima u regionu Šampanje, temperature bi pale tako nisko da bi proces fermentacije prerano bio zaustavljen - ostavljajući nešto preostalog šećera i dormantnog kvasca. Kada bi vino bilo isporučeno u Englesku i flaširano, proces fermentacije bi se ponovo pokrenuo kada bi vreme otoplilo i vino zapečaćeno plutanim čepom bi počelo da stvara pritisak ugljen dioksidnog gasa. Kada bi se vino otvorilo, ono bi penilo. Godine 1662. engleski naučnik Kristofer Merit predstavio je članak u kome je detaljno prikazano kako prisutnost šećera u vinu dovodi do toga da ono na kraju penuša i da se dodavanjem šećera vinu pre flaširanja gotovo svako vino može učiniti da penušavim. Ovo je jedan od prvih poznatih izveštaja o razumevanju procesa gaziranog vina, koji čak sugeriše da su britanski trgovci proizvodili „penušavi šampanjac” pre nego što su ga francuski Šampenjosi počeli namerno praviti.

## Polupenušavo vino
Potpuno penušava vina, kao što je šampanjac, obično se prodaju sa pritiskom od 5 do 6 atm (73 do 88 psi; 510 do 610 kPa) u boci. Ovo je više nego dvostruko veći pritisak od onog u automobilskoj gumi. Propisi Evropske unije definišu penušavo vino kao svako vino sa viškom od 3 atmosfere pritiska. To uključuje nemački Sekt, španski Espumoso, italijanski Spumante i francuska vina Kremant ili Musu. Polupenušava vina se definišu kao vina sa pritiskom između 1 i 2,5 atmosfere i uključuju nemački špricig, italijanski frizante i francusko petijo vino. Količina pritiska u vinu određena je količinom šećera dodatog tokom faze tiražiranja na početku sekundarne fermentacije sa više šećera pri čemu se proizvodi povećana količina gasa ugljen-dioksida, a time i pritisak u vinu.

## Literatura
- Eichelmann, Gerhard (2017). Champagne – Edition 2017. Heidelberg: Mondo. ISBN 9783938839287.
- Guy, Kolleen M. (2003). When Champagne Became French: Wine and the Making of a National Identity. Baltimore: Johns Hopkins University Press. ISBN 9780801887475. OCLC 819135515.
- Liger-Belair, Gérard (2004). Uncorked: The Science of Champagne. Princeton, N.J.: Princeton University Press. ISBN 978-0-691-11919-9.
- Stevenson, Tom (2003). World Encyclopedia of Champagne and Sparkling Wine. Wine Appreciation Guild. ISBN 978-1-891267-61-1.
- Sutcliffe, Serena (1988). Champagne: The History and Character of the World's Most Celebrated Wine. Mitchell Beazley. ISBN 978-0-671-66672-9.
- Walters, Robert (2016). Bursting Bubbles: A Secret History of Champagne and the Rise of the Great Growers. Abbotsford, Victoria, Australia: Bibendum Wine Co. ISBN 9780646960760.
- H. Johnson Vintage: The Story of Wine, Simon and Schuster 1989  0-671-68702-6
- T. Stevenson, ed. The Sotheby's Wine Encyclopedia (4th Edition), Dorling Kindersley 2005  0-7513-3740-4
- S. Clarke. 1000 Years of Annoying the French p179 Bantam Press 2010  9780593062722
- D. and P. Kladstrup Champagne: How the World's Most Glamorous Wine Triumphed Over War and Hard Times (New York: William Morrow, 2005),   0-06-073792-1
- „Champagne sales flattened by social distancing amid global pandemic”. CBS News.
- „COVID-19 knocks down champagne sales by an estimated €1.7 billion”. 31. 7. 2020.
- „Champagne Losing its Fizz as Global Pandemic Clobbers Sales”.
- Elliot Essman. „Wine Language - The Many Degrees of Fizz”. Style Gourmet. Архивирано из оригинала 2016-06-21. г. Приступљено 2016-06-21.
- „How Sparkling Wine is Made”. Wine Folly (на језику: енглески). Приступљено 7. 3. 2023.
- „A Sparkling Success World-Wide: An Example to Reflect On”. Effervescents du Monde. Архивирано из оригинала 2016-02-15. г. Приступљено 2016-05-17.
- Jancis Robinson, ур. (1999). Oxford Companion to Wine (Second изд.). Oxford University Press. ISBN 019866236X.
- „Sparkling Wine Production Methods”. Champagne411. Архивирано из оригинала 2016-05-29. г. Приступљено 2016-05-29.
- „Méthode Champenoise or Traditional Method”. Effervescents du Monde. Архивирано из оригинала 2014-03-10. г. Приступљено 2016-05-17.
- McCarthy, Ed; Ewing-Mulligan, M. (2001). French Wine for Dummies. Wiley Publishing. стр. 222. ISBN 0-7645-5354-2.
- „Method Ancestral - Sparkling Wines Produced by Spontaneous Fermentation”. Effervescents du Monde. Архивирано из оригинала 2013-11-25. г. Приступљено 2016-05-29.
- Zachary Sussman (26. 5. 2015). „What Is "Pét-Nat," Really?”. Punch. Архивирано из оригинала 2016-05-29. г. Приступљено 2016-05-29.
- J. Robinson, ур. (2006). The Oxford Companion to Wine (Third изд.). Oxford University Press. стр. 657–660. ISBN 0-19-860990-6.
- „Method Transfer”. Effervescents du Monde. Архивирано из оригинала 2013-11-25. г. Приступљено 2016-05-17.
- „Sparkling Wine”. Wine Guide by Virgin Wines. Архивирано из оригинала 2016-05-24. г. Приступљено 2016-05-24.
- „Our Clairette de Die Tradition AOC "Cuvée Chambéran"”. Union des Jeunes viticulteurs Récoltants. Архивирано из оригинала 2007-10-12. г. Приступљено 2016-05-17.
- „Method Dioise / Asti Spumante”. Effervescents du Monde. Архивирано из оригинала 2013-11-25. г. Приступљено 2016-05-17.
- Patent CH-10711 granted 12 July 1895: Installation pour la fabrication continue des vins mousseux.
- Patent GB-7734 granted 7 April 1908, with French priority 17 April 1907: Process for Decanting Sparkling Wines.
- „Method Closed Tank”. Effervescents du Monde. Архивирано из оригинала 2013-11-25. г. Приступљено 2016-05-17.
- „Method Continuous or Russian Method”. Effervescents du Monde. Архивирано из оригинала 2015-09-22. г. Приступљено 2016-05-17.
- „Method Carbonation”. Effervescents du Monde. Архивирано из оригинала 2013-11-25. г. Приступљено 2016-05-17.
- „Presentation and labelling of wine and certain wine products”. Export Helpdesk. European Commission. Архивирано из оригинала 10. 03. 2018. г. Приступљено 2016-05-17.
- D. & P. Kladstrup (2005). Champagne. Harper Collins Publisher. стр. 45. ISBN 0-06-073792-1.